# 野口竜彦
野口 竜彦（のぐち たつひこ、1997年11月20日 - ）は、大阪府出身のプロサッカー選手。ヴィアティン三重所属。

## 来歴
前橋育英高等学校時代、2年生時に第93回全国高等学校サッカー選手権大会で決勝戦でゴールを決めたものの、延長戦で星稜高等学校に敗北して準優勝となった。
その後、中央大学に進学。2年次にはリーグ戦15試合に出場して6ゴールを挙げたが、2018年9月に左足の前十字靭帯を損傷し、さらに完治目前の2019年6月に左の外側半月板を損傷した。2度の大怪我に見舞われてプレーができず、自身最後となる全日本大学サッカー選手権大会も選手として出場が難しくなった中で、学生コーチを買って出て分析チームのリーダーとしてチームを支えた。また、大学では心理学を専攻していた。
2019年11月19日、ファジアーノ岡山は野口の加入内定を発表した。なお、岡山からは2018年夏に声がかかっていたとのことである。
2020年、ファジアーノ岡山FCに正式加入。7月5日、J2第3節のジュビロ磐田戦でプロデビューを果たした。8月12日、J2第11節の栃木SC戦でプロ初ゴールを決めた。
2021年7月9日、入籍を発表。8月17日、JFLのラインメール青森FCに育成型期限付き移籍することが発表された。
2022年、ファジアーノ岡山に復帰。
2023年8月、カターレ富山に期限付き移籍。同年12月に岡山、富山共に契約満了となった。同年12月13日に開催されたJリーグ合同トライアウトに出場。
2024年、ヴィアティン三重に移籍。

## 所属クラブ
- 高槻FC
- 高槻FCジュニアユース
- 前橋育英高等学校
- 中央大学学友会サッカー部
- 2020年 - 2023年  ファジアーノ岡山FC
  - 2021年8月 - 同年12月  ラインメール青森FC（育成型期限付き移籍）
  - 2023年8月 - 同年12月  カターレ富山（期限付き移籍）
- 2024年 -  ヴィアティン三重

## 個人成績
| 国内大会個人成績 | 国内大会個人成績 | 国内大会個人成績 | 国内大会個人成績 | 国内大会個人成績 | 国内大会個人成績 | 国内大会個人成績 | 国内大会個人成績 | 国内大会個人成績 | 国内大会個人成績 | 国内大会個人成績 | 国内大会個人成績 |
| 年度             | クラブ           | 背番号           | リーグ           | リーグ戦         | リーグ戦         | リーグ杯         | リーグ杯         | オープン杯       | オープン杯       | 期間通算         | 期間通算         |
| 年度             | クラブ           | 背番号           | リーグ           | 出場             | 得点             | 出場             | 得点             | 出場             | 得点             | 出場             | 得点             |
| 日本             | 日本             | 日本             | 日本             | リーグ戦         | リーグ戦         | リーグ杯         | リーグ杯         | 天皇杯           | 天皇杯           | 期間通算         | 期間通算         |
| ---------------- | ---------------- | ---------------- | ---------------- | ---------------- | ---------------- | ---------------- | ---------------- | ---------------- | ---------------- | ---------------- | ---------------- |
| 2020             | 岡山             | 25               | J2               | 27               | 1                | -                | -                | -                | -                | 27               | 1                |
| 2021             | 岡山             | 25               | J2               | 6                | 0                | -                | -                | 1                | 1                | 7                | 1                |
| 2021             | 青森             | 20               | JFL              | 14               | 1                | -                | -                | -                | -                | 14               | 1                |
| 2022             | 岡山             | 25               | J2               | 3                | 0                | -                | -                | 1                | 0                | 4                | 0                |
| 2023             | 岡山             | 25               | J2               | 0                | 0                | -                | -                | 2                | 0                | 2                | 0                |
| 2023             | 富山             | 47               | J3               | 9                | 0                | -                | -                | -                | -                | 9                | 0                |
| 2024             | 三重             | 28               | JFL              | 17               | 0                | -                | -                | 1                | 0                | 18               | 0                |
| 通算             | 日本             | 日本             | J2               | 36               | 1                | -                | -                | 2                | 1                | 38               | 2                |
| 通算             | 日本             | 日本             | J3               | 9                | 0                | -                | -                | -                | -                | 9                | 0                |
| 通算             | 日本             | 日本             | JFL              | 31               | 1                | -                | -                | 1                | 0                | 32               | 1                |
| 総通算           | 総通算           | 総通算           | 総通算           | 76               | 2                | -                | -                | 3                | 1                | 79               | 3                |